# Tuchomie
Tuchomie (Groß Tuchen fino al 1945) è un comune rurale polacco del distretto di Bytów, nel voivodato della Pomerania.
Ricopre una superficie di 106,47 km² e nel 2004 contava 3 896 abitanti.
Ha dato i natali al militare nazista Hans von Greiffenberg.